# Cementerio de la Chacarita
El Cementerio de la Chacarita, también llamado Cementerio del Oeste, es un  cementerio ubicado en la Comuna 15 de la Ciudad Autónoma de Buenos Aires, Argentina. Con sus 95 hectáreas, es el cementerio más grande de la ciudad. Está delimitado por las calles Guzmán, Jorge Newbery, las vías del Ferrocarril San Martín, Garmendia, Del Campo y Elcano.

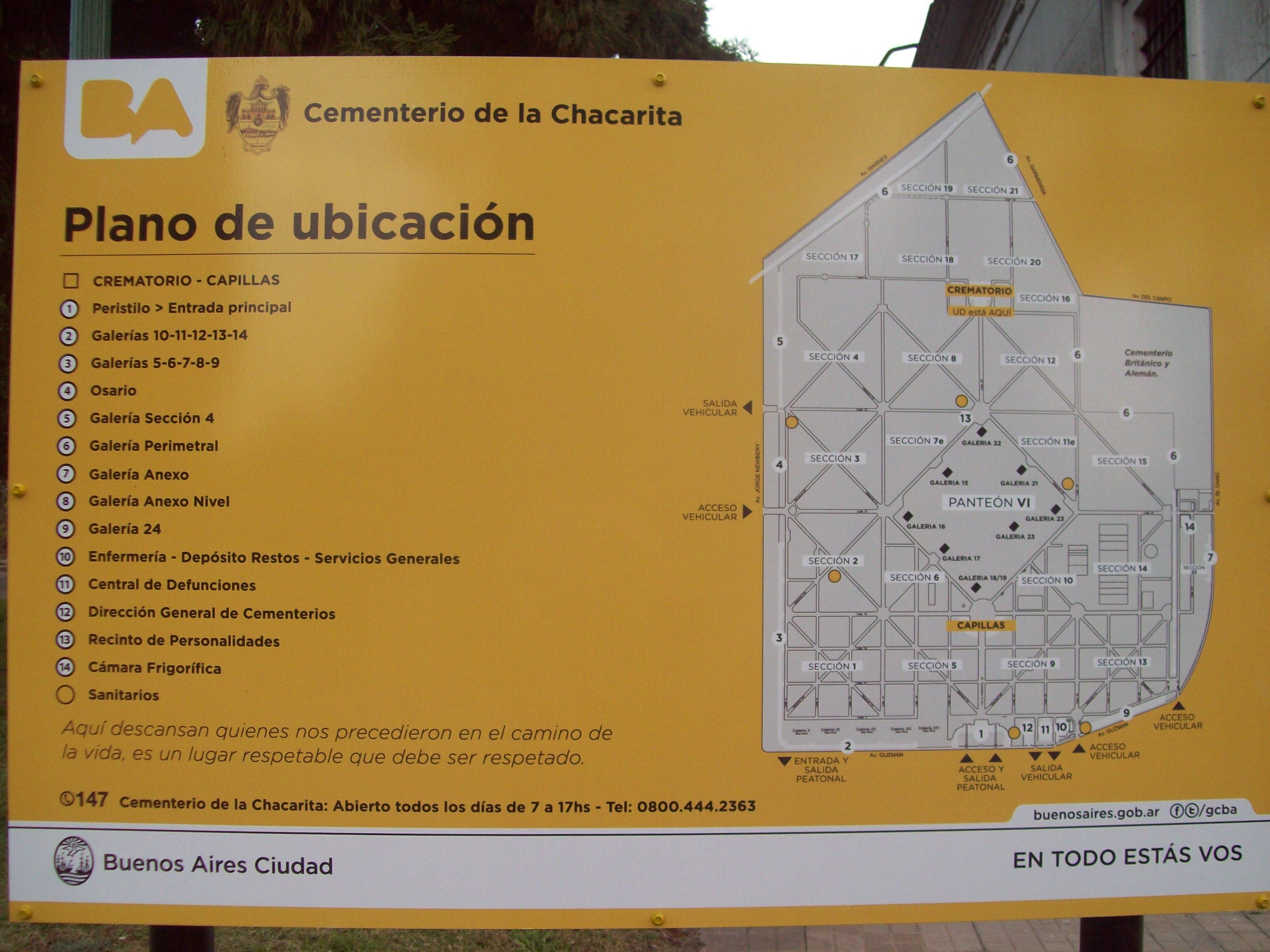
Plano de ubicación del Cementerio de Chacarita.

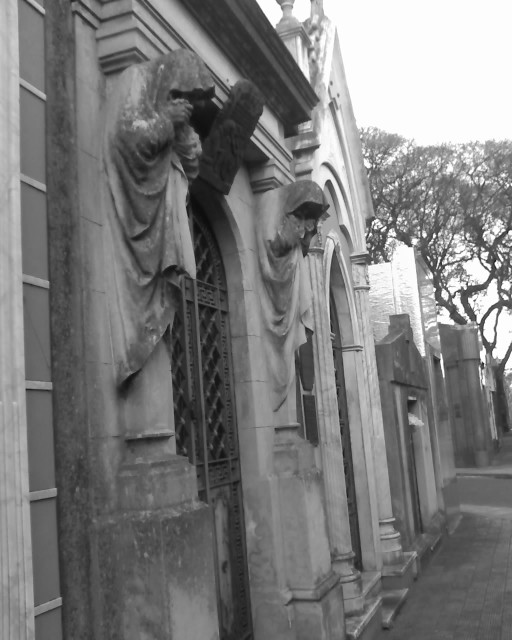
Mausoleo en el Cementerio de la Chacarita.

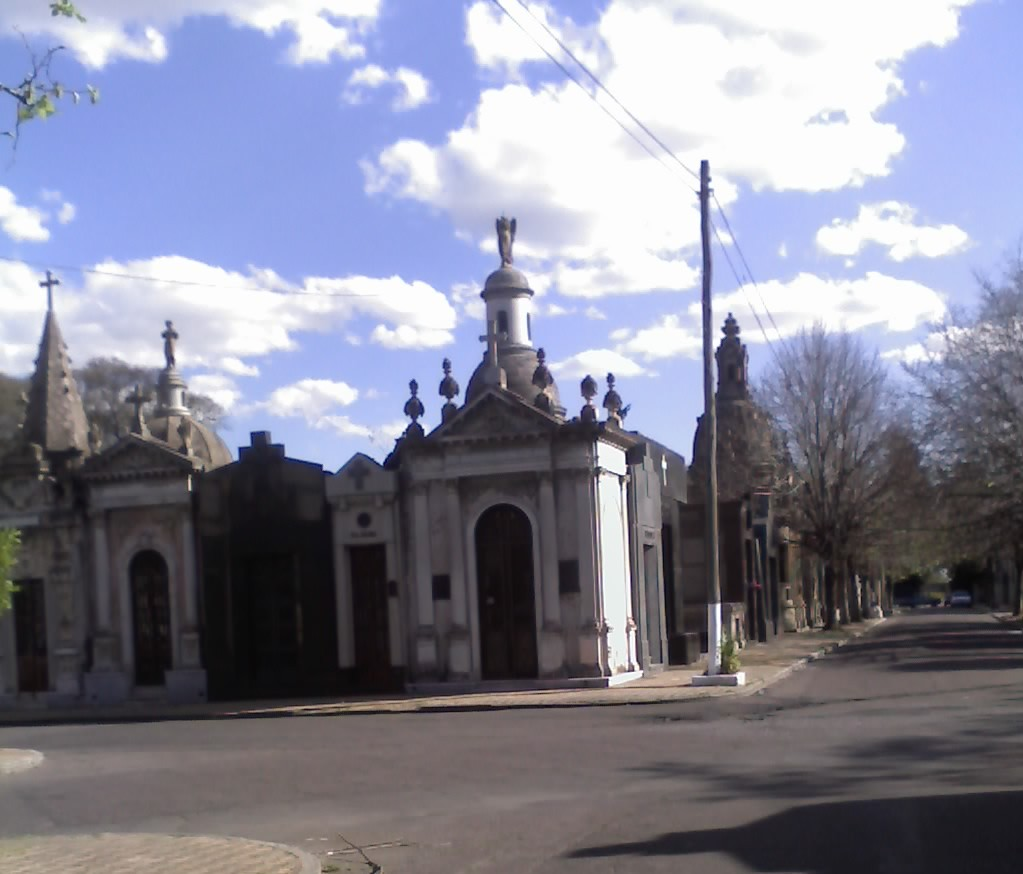
Una esquina del sector de mausoleos del cementerio.

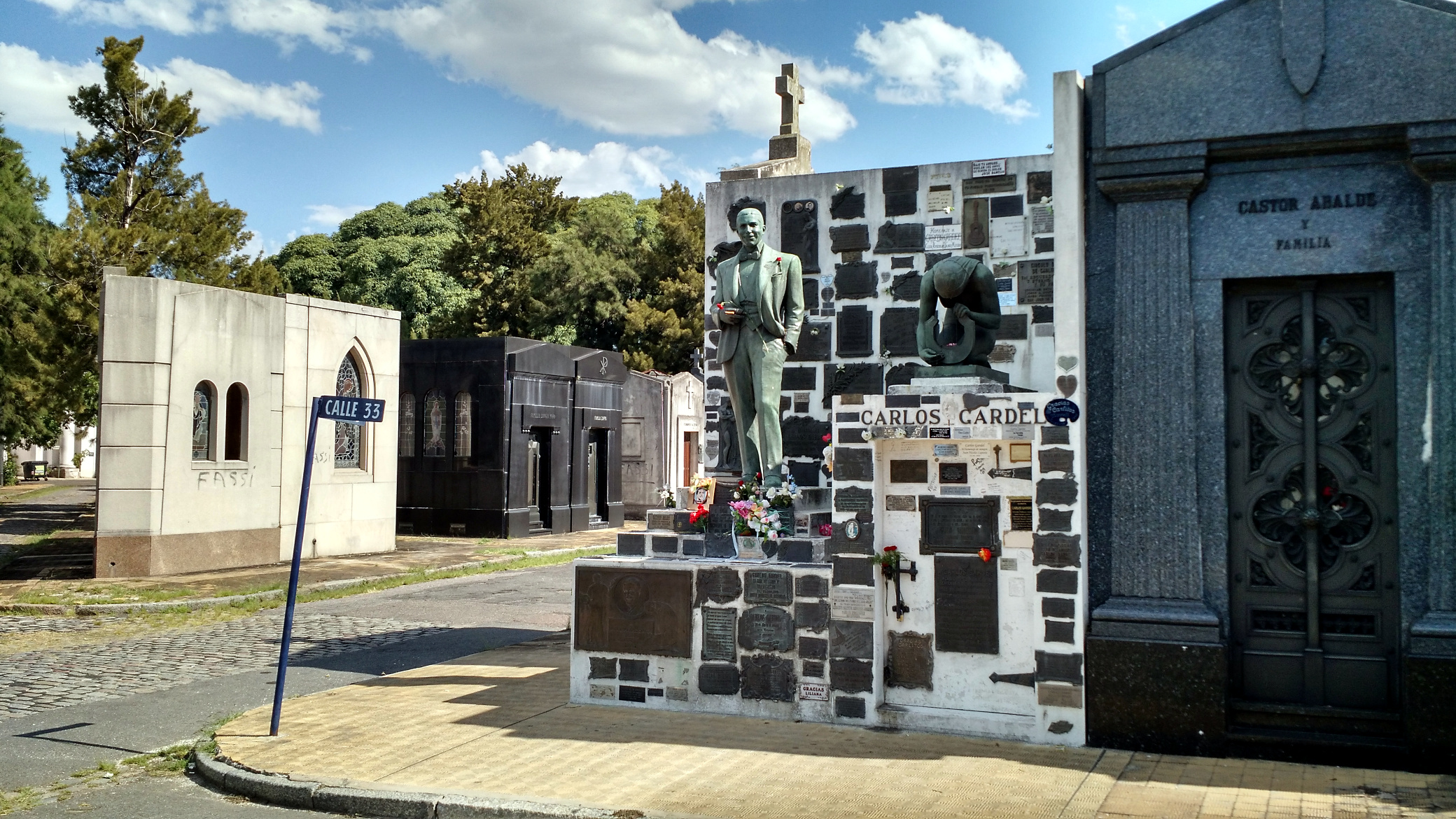
La tumba de Carlos Gardel en el cementerio de la Chacarita.

## Historia

### Orígenes
En 1871 una epidemia de fiebre amarilla azotó la ciudad de Buenos Aires por lo que fue necesaria la construcción de cementerios ya que los existentes (en particular el Cementerio del Sud, actual Parque Ameghino) no daban abasto y el Cementerio del Norte (actualmente Cementerio de la Recoleta) había prohibido que se inhumen allí a quienes habían muerto por la epidemia.
El nombre del barrio, que da nombre al cementerio, nace del diminutivo de Chácara o Chacra, voz quechua que significa "granja", "quinta" o "fundo". En este caso, se trataba de la Chacra del Colegio que la Compañía de Jesús tenía en las afueras de la ciudad de Buenos Aires hacia mediados del siglo XVIII. Por ello se la conocía como "la chacrita" o "chacarita de los colegiales".
Se creó el Tranvía Fúnebre, que fue utilizado para llegar al cementerio, y se inauguró la llamada Estación Fúnebre en la intersección de las calles Bermejo (actualmente Jean Jaurès) y Avenida Corrientes, donde se recibían los ataúdes.
El tren operaba con una frecuencia que variaba, siendo más frecuente en sus inicios, y sus horarios eran cambiantes, ya que podía salir por la mañana o por la tarde-noche. En promedio, se realizaban entre cuatro y cinco salidas en el dia.
En 1886, la Municipalidad decidió nivelar y pavimentar la calle Corrientes, reemplazando las vías ferroviarias por rieles para tranvías. Federico Lacroze se encargó del nuevo servicio tranviario, lo que representó un avance importante en sus negocios, especialmente al asumir el servicio fúnebre que antes era ferroviario y paso al tranviario.
Hacia el final del servicio en 1887, solo había una salida nocturna a las 8 de la noche. Dado que seguían llegando cadáveres hasta esa hora, se solicitó al intendente Alvear que retrasara la partida para evitar que los cuerpos quedaran en el depósito durante toda la noche.
El cementerio contaba con condiciones de higiene mínimas y sumado a la gran cantidad de víctimas que causó la epidemia, se llegaron a cremar 564 cadáveres en un día y según testimonios en un día murieron 14 empleados. Pero los olores y la falta de salubridad molestaban a los vecinos del barrio. Por esta razón el cementerio fue clausurado en 1875, pero siguió funcionando hasta el 9 de diciembre de 1886, cuando se lo clausuró definitivamente.
Al colapsar el cementerio del sur, se tuvo que inaugurar el cementerio de la Chacarita. Fue construido en tan solo un año, un tiempo récord.

### Chacarita la Nueva
A partir de 1887 las inhumaciones comenzaron a realizarse en el cementerio Chacarita la Nueva, por lo que los cadáveres fueron exhumados del viejo cementerio y llevados al osario general del nuevo. El 30 de diciembre de 1896 se denominó a este cementerio como Cementerio del Oeste, pero como todavía era conocido como Cementerio de la Chacarita, una ordenanza del 5 de marzo de 1949 lo renombró de esa forma. Desde el 13 de noviembre de 1903 funciona en el cementerio el Crematorio de la Ciudad de Buenos Aires.

### Demolición del Anexo 22
Desde julio de 2016, el Cementerio perdió el sector histórico conocido como ANEXO 22. El Gobierno de la Ciudad lanzó el proyecto de construir una plaza en su lugar. Para ello demolió los históricos nichos de fines de 1800 (que estaban dentro y debajo del histórico paredón que había sobre Av. Elcano) y exhumó cientos de cadáveres NN que estaban en las 3 hectáreas donde se construye la plaza. A pesar de los reclamos de organizaciones culturales, partidos políticos, empleados del cementerio y de diversos historiadores que estudian la necrópolis, el Gobierno se negó a publicar los planos de la obra y desestimó las denuncias diciendo que ese sector del cementerio nunca fue utilizado, lo cual es desmentido por diversos registros históricos y fílmicos, que hay en la Web, sobre el Anexo 22. La nueva "Plaza Elcano", se ubica no solo sobre los restos de cientos de porteños, sino también al lado de la Cámara Frigorífica del Cementerio.
Actualmente, se teme que se quieran demoler otras partes del cementerio (galerías de la primera a la novena) que se encuentran sobre la Av Guzmán y Av Jorge Newbery, ya que el Gobierno, a través de la Dirección de Cementerios, esta lanzando avisos ultimátum donde si en 20 días no se presentan los familiares de personas enterradas en diversas galerías, los cuerpos serán removidos y cremados, y las galerías clausuradas.

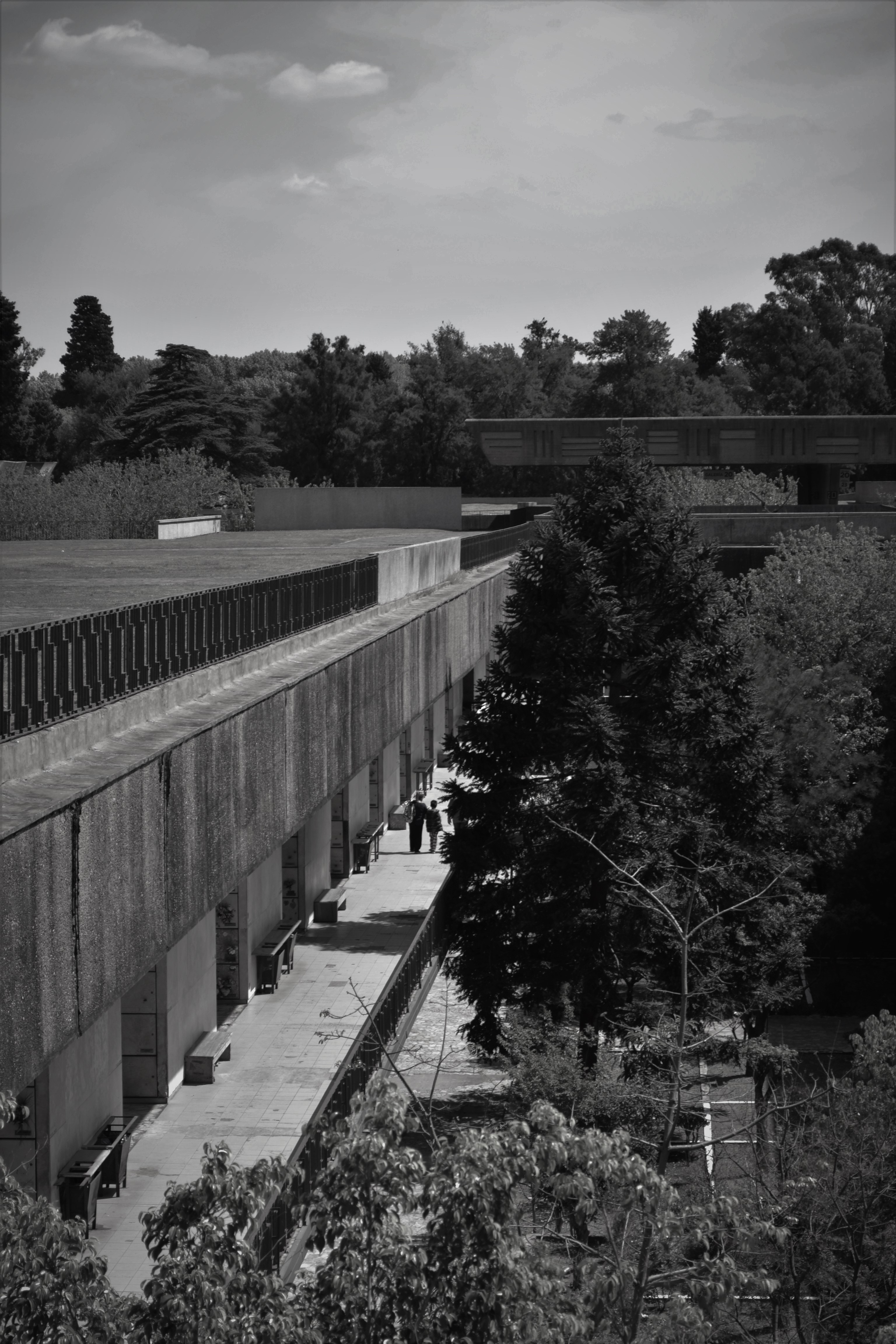
Vista del Sexto panteón del Cementerio de La Chacarita

### Arquitectura de la fachada
Si bien los mausoleos y tumbas que se encuentran en el interior de este cementerio contienen arquitecturas y estilos muy diversos, sí podemos hablar de la fachada del Cementerio de la Chacarita: posee una influencia totalmente griega. Su entrada es de orden dórico griego. Esto se hace notar en sus abundantes columnas robustas, fuste con surcos pronunciados y terminación puntiaguda; los capiteles sobrios sin decoración y sin basamento alguno en el extremo inferior. En el entablamento se pueden apreciar los triglifos y las metopas intercalados en el friso. Ubicado en el frontón se hace notar un relieve representando a Dios, custodiado por cuatro ángeles, bajando al mundo de los vivos para proporcionarles su misericordia y yendo a buscar a los muertos. Este relieve posee una fuerte influencia helenística (posteriormente desarrollada por los griegos). Coronando la sima aparece una escultura en representación del Arcángel Gabriel sosteniendo su trompeta y señalando al cielo donde se encuentran los aposentos de Dios, que también posee estilo griego helenístico que se nota en el movimiento del ropaje y la animación de su rostro.

### Arquitectura subterránea
La arquitectura y el desarrollo de los mausoleos y tumbas subterráneas fue llevada a cabo por quien hoy es considerada una de las primeras arquitectas del país, Ítala Fulvia Villa. El panteón subterráneo contiene nichos construidos en horizontal, el estilo de esta obra es considerada como arquitectura brutalista.

## Personas sepultadas en la Chacarita
En el Cementerio de la Chacarita están enterrados numerosas figuras de la política, el deporte y la cultura argentina. Muchas de ellas se encuentran en panteones privados, como los de la Asociación Argentina de Actores, SADAIC (destinados a actores y músicos), el Panteón Militar o el Panteón Naval (pertenecientes a las Fuerzas Armadas), mientras que otros se encuentran en sepulturas individuales y de acceso libre.
También hay panteones de las corrientes migratorias en el país, como en el caso del Panteón del Centro Gallego o del Panteón San Jorge, de la comunidad greco-ortodoxa de Antioquía.
Con el tiempo, los restos de algunas personalidades fueron retirados o trasladados a otras locaciones. Entre ellos están los casos de: Juan Domingo Perón, trasladado en 2006 a un mausoleo en la Quinta Museo 17 de octubre en la ciudad de San Vicente; Lorenzo Massa, sacerdote salesiano fundador del club San Lorenzo de Almagro, llevado en 2008 a la iglesia donde se fundó la entidad deportiva; José María Gatica, devuelto a su pueblo natal de Villa Mercedes, provincia de San Luis, en 2013; Pappo, que permaneció dos años en el panteón de Sadaic hasta que en 2007 fue cremado y sus cenizas depositadas bajo un monumento en la Plaza Roque Sáenz Peña del barrio de La Paternal; o Federico Moura, vocalista de la banda Virus, cuyos restos fueron retirados por su familia en 2004 para cremarlos y arrojar sus cenizas al Río de la Plata, donde se encontrarían los restos de su hermano Jorge, desaparecido por la dictadura militar de 1976.